# Makarovič
Makarovič je priimek več znanih Slovencev:
- Andrej Makarovič (19. stoletje), potopisec, publicist
- Branko Makarovič (*1927), geodet, univ. prof. na Nizozemskem
- Gorazd Makarovič (1936 - 2025), umetnostni zgodovinar in etnolog
- Gregor Viktor Makarovič (1928 - 2014), partizan, pravnik, nekdanji direktor Splošne bolnišnice "Dr. Franca Derganca" Nova Gorica.
- Ivan Makarovič (1861 - 1957), učitelj, čebelar
- Ivan Makarovič (*1948), atlet, skakalec v daljino
- Jan Makarovič (1934 - 2018), psiholog, filozof, sociolog in antropolog, univ. profesor, publicist
- Kostja Makarovič (*1985), kemik, znanstvenik, potapljač
- Leon Makarovič (*1984), kolesar
- Marija Makarovič (*1930), etnologinja, muzealka
- Matej Makarovič (*1970), sociolog, politični publicist
- Svetlana Makarovič (*1939), igralka, pesnica in mladinska pisateljica, šansonjerka